# 前2世纪
| 千纪： | 前2千纪 \| 前1千纪 \| 1千纪 |
| 世纪： | 前5世纪 \| 前4世纪 \| 前3世纪 \| 前2世纪 \| 前1世纪 \| 1世纪 \| 2世纪                                                          |
| 年代： | 前190年代 \| 前180年代 \| 前170年代 \| 前160年代 \| 前150年代 \| 前140年代 \| 前130年代 \| 前120年代 \| 前110年代 \| 前100年代 |

前200年至前101年的这一段期间被称为前2世纪。

## 重要事件、发展与成就

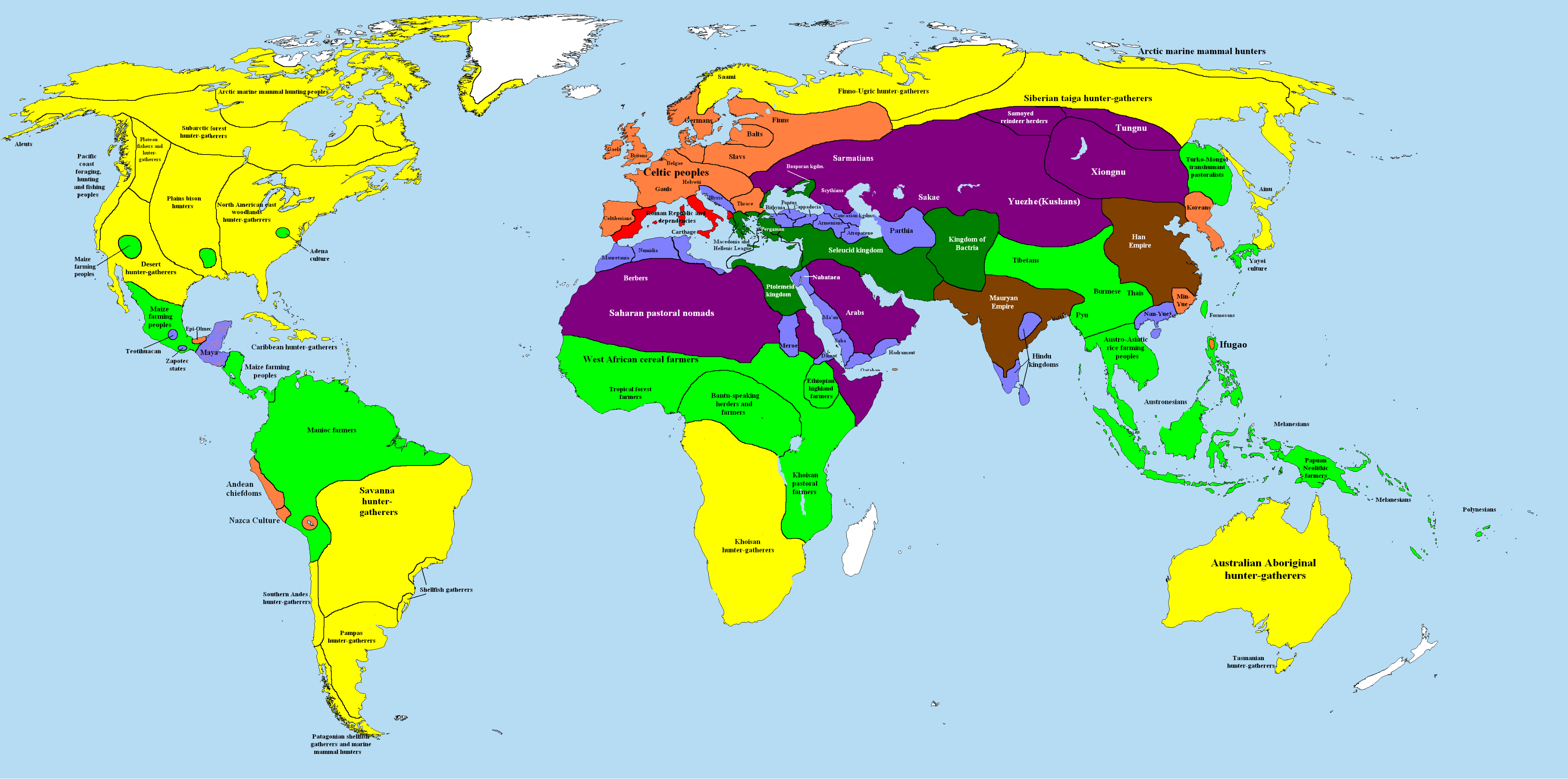
前200年的世界

### 科学技术
- 前164年，劉安發明豆腐。
- 前139年，喜帕恰斯精確地計算出朔望月的一種時間。
- 前134年，喜帕恰斯編製了有1025顆恆星的星圖，並且創立了星等的概念。他還發現了歲差現象。

### 战争与政治
- 前200年，白登之圍，漢高祖被匈奴圍困於白登。
- 前200年—前196年，第二次馬其頓戰爭。
  - 前198年,阿乌斯战役羅馬共和國打敗马其顿王国。
  - 前197年,库诺斯克法莱战役羅馬共和國与埃托利亚同盟打敗马其顿王国。
- 前198年，帕尼翁戰役，塞琉古帝國戰勝埃及托勒密王朝。
- 前196年，英布舉兵反漢朝，戰敗被斬，劉邦封其子劉長為淮南王，國都由六遷壽春。
- 前196年，漢高祖遣陸賈出使南越國，冊封趙佗為南越王，雙方開設關市，南越國定期向漢朝納貢。
- 前195年，漢尼拔在羅馬使者要人之前逃離迦太基。
- 前195年，傳說衛滿朝鮮推翻箕子朝鮮而立國。
- 前192年—前188年，塞琉古戰爭
  - 前191年，溫泉關之役，羅馬共和國打敗塞琉古帝國。
  - 前190年，马格尼西亚战役，羅馬共和國戰勝塞琉古帝國。
  - 前188年，塞琉古帝國被迫與羅馬共和國簽下阿帕米亞和約，放棄在歐洲的所有領土、將托羅斯山脈以北整個小亞細亞割讓與帕加馬及支付鉅額賠償金。
- 約前187年，孔雀王朝為巽伽王朝所取代。
- 前180年，周勃、陳平等大臣與劉章、劉襄等宗室合作，誅殺諸呂，擁立漢文帝。
- 前180年，甌貉為南越所滅。
- 前172年—前168年，第三次馬其頓戰爭，馬其頓被分成四個傀儡共和政府。
- 約前171年，歐克拉提德斯佔據巴克特里亞，建立歐提德姆斯王朝王朝。
- 約前170年，歐提德姆斯王朝被歐克拉提德斯推翻。
- 前168年，羅馬共和國征服古希臘。
- 馬加比家族領導猶太人發起了馬加比革命。結果於前165年，成功以游擊戰奪回耶路撒冷聖殿和使猶太地區免於希臘化，並取得了相對獨立，由非大衛家系的祭司兼作君王。
- 前163年，托勒密厄斯建立科墨吉尼政權。
- 前157年，漢朝撤除吳氏長沙國。
- 前155年，漢景帝重置長沙國，封庶子劉發為長沙王。
- 前154年，西漢發生七国之亂。
- 前150年—前148年，第四次馬其頓戰爭，羅馬征服馬其頓。
- 前148年，羅馬設置亞該亞、埃庇魯斯及馬其頓行省。
- 前144年，漢朝設山陽國。
- 第三次布匿战争（前149年—前146年），罗马摧毁迦太基，迦太基從此成為羅馬行省。
- 前146年，羅馬摧毁古城科林斯。
- 約前141年，猶太脫離塞琉古帝國獨立。
- 前140年，羅馬將軍斯比奧·阿米尼林斯帶領使團到達亞歷山大，並晉見了埃及國王托勒密八世。
- 約前140年，薩迦人（中國古稱塞種）建立費爾干納（中國古稱大宛）。
- 前139年，中亞地區的巴克特里亞王國滅亡。
- 前135年，閩越君主郢向南越國發動戰爭，攻打南越國的邊境城鎮。
- 前133年，馬邑之戰起，漢朝結束對匈奴的和親政策，開始對匈作戰。
- 前133年，阿塔羅斯三世死後無嗣，他立遺囑將帕加馬王国併入古羅馬。
- 前133年－前121年，格拉古兄弟改革，古代羅馬的土地問題政治改革。
- 前129年，西漢首次對匈奴的主動出擊，衛青打擊朔方（北方）匈奴祭祀祖先的龍城；次年改元元朔。
- 約前115年，賽佰邑（Saba）改稱希木葉爾。
- 前113年，西漢漢武帝派安國少季出使南越國。
- 前112年，南越國丞相呂嘉發動叛亂，殺君主趙興、樛太后以及漢朝的使者，立趙興的哥哥趙建德為南越國君主。漢武帝調遣10萬大軍，兵分五路進攻南越國。
- 前111年，西漢攻破南越國，抓獲趙建德和丞相呂嘉，南越國覆亡，南越國屬地被置成西漢的九個郡。
- 前111年，安條克八世和與安條克九世協議瓜國土，遂分為兩系。
- 前110年，西漢滅閩越。
- 前108年，漢武帝派兵入侵衛滿朝鮮，朝鮮亡。原地被漢朝分成四個郡，是為漢四郡。
- 約前108年，博斯普魯斯的斯巴托克斯王朝為密特里達提推翻。
- 前105年，西漢細君公主下嫁烏孫昆莫（國王）獵驕靡。
- 約前2世紀泰米爾人建立朱羅（中國古稱注輦）。
- 樓蘭國建立。
- 古龜茲國建國。

### 天灾人祸
好得很

### 文化娱乐
- 丝绸之路，连通欧洲和亚洲。
- 前196年，埃及一群托勒密王朝祭司製作羅塞塔石碑。
- 前172年，長信宮燈鑄成。
- 前140年，漢武帝劉徹即位成為漢朝皇帝，並開始使用年號「建元」。這一年是傳統上使用年號的第一年。
- 前104年，太初曆開始施行。
- 董仲舒建議漢武帝「罷黜百家，表章六經」，使儒學成為中國社會的正統思想。他提出了天人感應、三綱五常等重要學說。

### 社會與經濟
- 前168年，緹縈救父，漢朝廢除肉刑。
- 前139年，西漢外交家與探險家張騫，向西域出發，奠定了絲路開拓的基礎。

### 天文
- 前190年3月14日，羅馬記錄有日食。
- 前168年6月21日，羅馬記錄有月食。
- 前104年一整年，月食發生次數為5次。

### 宗教與哲學
摩哂陀（Mahinda）將上座部佛教傳入斯里蘭卡。